# Muhammad Tahir-ul-Qadri
Muhammad Tahir-ul-Qadri (urdu: محمد طاہر القادری), född 19 februari 1951, är en pakistansk politiker och islamisk lärd inom sufismen. Han har varit professor i internationell konstitutionell rätt vid universitetet i Punjab. Qadri är också grundare av och ordförande i Minhaj-ul-Quran International.